# Cult (série de televisão)
Cult é uma série de televisão criada por Rockne S. O'Bannon que estreou no canal estadunidense The CW em 19  de fevereiro de 2013 nos Estados Unidos.

## Sinopse
O jornalista investigativo Jeff Sefton (Matt Davis) aprendeu a viver com as inúmeras obsessões de seu irmão mais novo Nate (James Pizzinato), principalmente no seu último discurso quando ele afirma que um programa de televisão de sucesso tem a intenção de prejudicá-lo. No entanto, quando seu irmão desaparece misteriosamente, Jeff leva a paranoia de Nate a sério, revelando o submundo escuro da série de televisão “Cult” e seus fãs fanáticos.
O programa fictício, centrado no jogo de gato-e-rato entre um líder culto carismático e a detetive que era um membro do culto, tornou-se uma obsessão para os telespectadores – e agora alguns de seus seguidores parecem estar levando suas fixações ao mortal extremo no mundo real.
Nos mundos paralelos do programa-dentro-de-um-programa, o líder de seita, Billy Grimm, é interpretado pelo ator Roger Reeves (Robert Knepper). Roger interpreta Billy como um líder convincente, mas cruel, um homem cujo principal objetivo é ganhar de volta sua seguidora e seu antigo amor, Kelly Collins, interpretada pela atriz Marti Gerritsen (Alona Tal). Desde que fugiu do culto, Kelly se tornou uma detetive de polícia de Los Angeles. Quando sua irmã é sequestrada, Kelly se vê atraída de volta a investigar as atividades do grupo, e ao mesmo tempo ela se esforça para manter Billy a uma distância segura, sabendo que ele não iria parar por nada até tê-la de volta. À medida que o programa de televisão cresce em popularidade, os membros do elenco Roger e Marti sentem os efeitos em suas vidas “reais” – Roger não tem certeza de quem ele pode confiar, e Marti está começando a perceber que ser a estrela deste programa em particular pode ter verdadeiramente consequências perigosas.
A única pessoa que parece estar disposta a ajudar Jeff com sua investigação neste mundo duplo é Skye Yarrow (Jessica Lucas), uma jovem assistente de pesquisa de “Cult”, que também começou a suspeitar dos acontecimentos cada vez mais escuros em torno do programa. Jeff e Skye são ambos impulsionados por motivos pessoais a descobrir os mistérios que cercam “Cult”. Jeff está focado em encontrar Nate, o irmão que ele criou após a morte de seus pais, enquanto Skye está à procura de respostas sobre seu pai, que desapareceu há 10 anos e é dado como morto. Tudo que Skye sabe é que seu pai estava investigando Steven Rae (Eric Lange), o recluso produtor executivo e escritor que criou “Cult”. De fato, ela assumiu o trabalho no programa em busca de respostas para suas perguntas. Jeff e Skye são praticamente estranhos um para o outro, mas estão unidos pelo objetivo comum de descobrir o que aconteceu com seus familiares.
Jeff irá precisar de todas as habilidades de investigação que ele aperfeiçoou como jornalista para que faça sentido o mundo traiçoeiro que ele e Skye entrarão. Logo fica claro para Jeff e Skye que as reviravoltas horríveis neste programa de televisão são muito mais do que fantasia para algumas pessoas muito infelizes. Os incondicionais fãs de “Cult” matariam para ver o que acontece a seguir...

## Elenco
| Ator                     | Personagem                |
| Personagem principal     | Personagem principal      |
| ------------------------ | ------------------------- |
| Matt Davis               | Jeff Sefton               |
| Jessica Lucas            | Skye Yarrow               |
| Alona Tal                | Marti Gerritsen           |
| Alona Tal                | Kelly Collins             |
| Robert Knepper           | Roger Reeves              |
| Robert Knepper           | Billy Grimm               |
| Personagem recorrente    |                           |
| Marie Avgeropoulos       | Kirstie                   |
| James Pizzinato          | Nate                      |
| Stacey Farber            | E.J.                      |
| Christian Michael Cooper | Andy                      |
| Jeffrey Pierce           | Stuart                    |
| Aisha Hinds              | Detective Sakelik/Sakelik |
| Kadeem Hardison          | Paz/Oz                    |
| Ben Hollingsworth        | Peter Grey                |
| Shauna Johannesen        | Meadow/Meadow Roberts     |
| Eric Lange               | Cameron/Steven Rae        |
| Zak Santiago             | Mario Zavala              |

## Personagens
- Jeff Sefton

Jeff Sefton é um jornalista investigativo, que embarca em uma missão onde descobre o submundo escuro de um programa de televisão e seus fãs fanáticos, depois que seu irmão desaparece misteriosamente.
- Skye Yarrow

Skye Yarrow é uma jovem assistente de pesquisa, que juntamente com o jornalista investigativo Jeff Sefton (Matt Davis) embarcam em uma missão onde descobrem o submundo escuro de um programa de televisão e seus fãs fanáticos.
- Kelly Collins/Marti Gerritsen

Kelly Collins é uma detetive de polícia de Los Angeles, em uma série de televisão de ficção, que procura investigar as atividades de um culto, que escapou anos atrás, e Marti Gerritsen é a atriz que interpreta Kelly.
- Billy Grimm/Roger Reeves

Billy Grimm é um líder de seita convincente, mas cruel em uma série de televisão de ficção, e Roger Reeves é o ator que interpreta Billy.

## Recepção da crítica
Cult teve recepção mista por parte da crítica especializada. Com base de 20 avaliações profissionais, alcançou uma pontuação de 46% no Metacritic. Por votos dos usuários do site, atinge uma nota de 5.6, usada para avaliar a recepção do público.

## Distribuição internacional
| País           | Canal de televisão | Data de estreia         |
| -------------- | ------------------ | ----------------------- |
| Brasil         | SBT                | 30 de março de 2014     |
| Canadá         | CTV Two            | 19 de fevereiro de 2013 |
| China          | Sohu TV            | 20 de fevereiro de 2013 |
| Estados Unidos | The CW             | 19 de fevereiro de 2013 |
| Israel         | Yes                | 2013                    |
| Reino Unido    | Dizimax Drama      | 7 de março de 2013      |